# Эльбаз, Альбер
Альбе́р Эльба́з (фр. Alber Elbaz; 12 июня 1961 ― 24 апреля 2021) ― израильский модельер.
В 2001—2015 годах был креативным директором бренда Lanvin в Париже, после работы в ряде других модных домов, включая Джеффри Бина, Ги Лароша и Ива Сен-Лорана. В 2019 году он основал бренд AZ Factory.

## Юность и образование
Альберт Эльбаз родился в Касабланке, Марокко, в семье сефардских евреев. Отец Эльбаза работал парикмахером, а мать была художницей. Он эмигрировал в Израиль с родителями в возрасте десяти лет и вырос в Холоне. Его мать стала работать кассиром, чтобы содержать своих четверых детей после смерти мужа. Позже Эльбаз служил солдатом в Армии обороны Израиля, а затем учился в Шенкарском колледже инженерии и дизайна в Рамат-Гане. Его мать поощряла Эльбаза, который начал рисовать эскизы платьев в возрасте семи лет. Она дала ему 800 долларов, когда он отправился в Нью-Йорк в 1985 году, чтобы стать модным дизайнером.

## Карьера
Приехав в Нью-Йорк, Эльбаз сначала работал в доме свадебной моды, а затем в течение семи лет обучался в качестве старшего помощника дизайнера, Джеффри Бина. 
С 1996 по 1998 год Эльбаз работал во французском модном доме Ги Лароша. Затем ― креативным директором Yves Saint Laurent с 1998 года, пока его не уволили после трех сезонов, когда Gucci купил компанию.
В 2001 году Эльбаз начал шить для Lanvin. Он также владел миноритарным пакетом акций компании в размере 18 процентов. Во время своего 14-летнего пребывания в должности ему приписывали возрождение модного дома, благодаря его коллекциям современных шелковых коктейльных платьев и женственных фасонов. Он также создал тренд на ювелирные изделия люксовых брендов, выпустив покрытый тканью жемчуг. Его юмористические наброски всего, от леденцов на палочке до собственного лица, стали фирменным знаком бренда. Простая, женственная одежда Эльбаза была высоко оценена модной прессой. В 2005 году Сьюзи Менкес писала: Эльбаз ― любимец каждой женщины. Его одежду носят Николь Кидман, Кейт Мосс, Хлоя Севиньи, София Коппола и другие звезды .
Находясь в Lanvin, Эльбаз также сотрудничал с Acne Studios над джинсовой коллекцией под названием Blue Collection в конце 2008 года. В 2010 году он возглавил работу Lanvin над коллекцией H&M, которая включала в себя платья из тюля и ожерелья с драгоценными камнями. Примечательно, что для своей рекламной кампании осенью 2012 года (которая совпала с 10-летием дома) Эльбаз выбрал обычных людей. Среди моделей были 18-летний музыкант и 82-летний пенсионер. В 2015 году он курировал фотовыставку Alber Elbaz/Lanvin: Manifeste, в Европейском доме фотографии в Париже, включающую более 350 фотографий, сделанных во время его пребывания в должности, а также эскизы и дизайнерские макеты.
В октябре 2015 года он объявил, что его уволили из дома моды после разногласий с основным акционером компании Шоу-Лан Воном. Эльбаз также пожаловался на отсутствие стратегии и целевых инвестиций компании. Незадолго до того, как его уволили, Эльбаз нанял Чемену Камали из Chloé в качестве директора по дизайну женской одежды. Продажи Lanvin резко упали после его ухода в 2015 году, и в конечном итоге бренд был куплен китайской компанией Fosun International.
После ухода из Lanvin Эльбаз занялся разработкой образов для Натали Портман в фильме «Повесть о любви и тьме». С тех пор он работал с различными брендами класса люкс, включая Converse и LeSportsac. В 2016 году он запустил духи под названием Superstitious, работая с парфюмером Домиником Ропионом для французского парфюмерного дома Editions de Parfums. Позже он сотрудничал с итальянским брендом Tod's над некоторыми дизайнами мокасин и сумок в 2019 году.
Также в 2019 году он объединил усилия с Richemont для создания собственного бренда AZfashion. Он был запущен в 2021 году.

## Графика

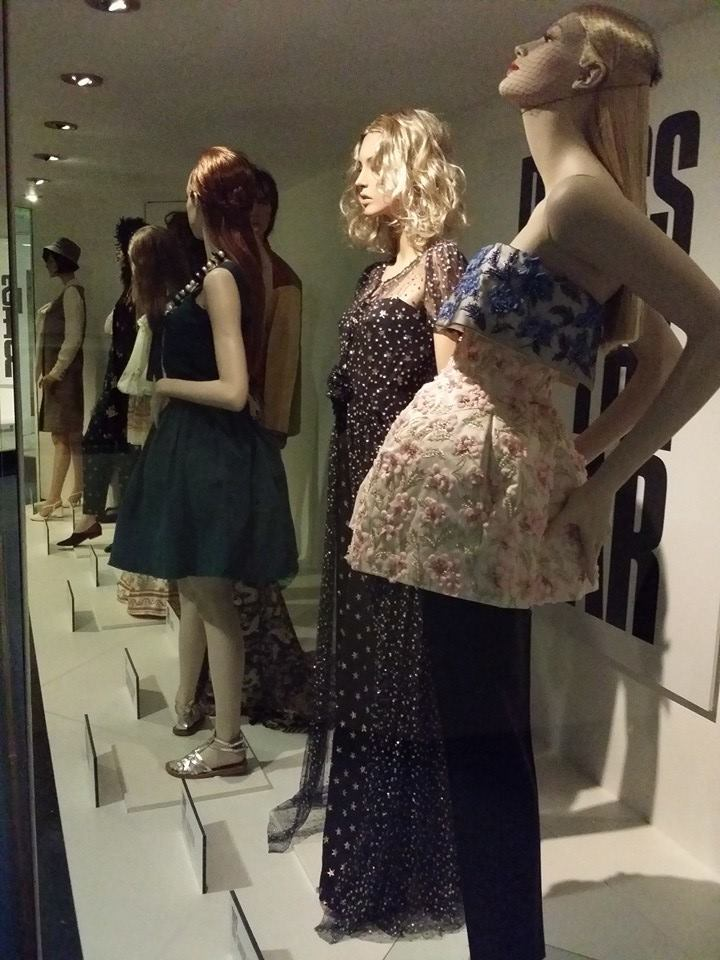
Платье года 2005

В 2006 году Эльбаз представил новый дизайн для Lanvin в цвете незабудки, любимым оттенком, который Ланвин якобы видела на фреске Фра Анджелико. Были выпущены сумки с изображением Ланвин и ее дочери Маргариты, а также новые обувные коробки.
Эльбаз проиллюстрировал обложку сингла «Lady Jane» певца Мики.
В 2012 году компания Риццоли опубликовала книгу из 3000 фотографий, документирующих работу Эльбаза для Lanvin.

## Личная жизнь
Спутником жизни Эльбаза был Алекс Ку, директор по мерчендайзингу в Lanvin.
Эльбаз умер от COVID-19 24 апреля 2021 года в Париже в возрасте 59 лет.

## Награды
- 2005 – International Award, Council of Fashion Designers of America (CFDA)[35]
- 2007 – Chevalier of the Légion d'Honneur[37]
- 2007 – One of Time Magazine's 100 Most Influential People in the World[38]
- 2014 – Honorary doctorate awarded by the Royal College of Art[39]
- 2015 – Superstar Award, Fashion Group International (FGI)[16]
- 2016 – Officer of the Légion d'Honneur[28][40]